# Poisieux
Poisieux é uma comuna francesa na região administrativa do Centro, no departamento Cher. Estende-se por uma área de 10,33 km². Em 2010 a comuna tinha 225 habitantes (densidade: 21,8 hab./km²).